# Tile Kolup
Tile Kolup (... – Wetzlar, 7 luglio 1285), noto anche come Dietrich Holzschuh, fu un impostore che nel 1284 iniziò a fingere di essere Federico II, imperatore del Sacro Romano Impero.
Kolup approfittò delle voci insistenti secondo cui l'imperatore, morto nel 1250, non era veramente morto e sarebbe tornato dal suo sonno profondo per mettere ordine nell'Impero. Quando Kolup affermò per la prima volta di essere l'imperatore nel 1284 a Colonia, fu deriso e cacciato dalla città. 
Trovò un forte sostegno a Neuss per più di un anno e vi creò una piccola corte, iniziando ad emettere i propri documenti con un sigillo falso. Si unì ai nemici del re Rodolfo d'Asburgo che assediarono la città senza successo. Nell'estate del 1285 Tile Kolup è registrato a Wetzlar, dove riuscì a rilasciare privilegi sotto sigillo reale e venne pure visitato da italiani fedeli alla memoria degli svevi.
Gran parte dei figli e degli eredi di Federico II infatti erano o morti, o lontani dall'Impero: Manfredi venne sconfitto e ucciso nel 1266 alla Battaglia di Benevento; suo nipote Corradino, ultimo discendente diretto dell'Imperatore, venne decapitato appena sedicenne nel 1268, a Napoli, da Carlo I d'Angiò; Enzo, Re di Sardegna, venne fatto prigioniero dai bolognesi nel 1249 e rinchiuso nella torre che tuttora prende il suo nome, da cui uscirà solo in occasione della sua morte dopo ventitré anni di prigionia, nel 1272. 
Rodolfo d'Asburgo riuscì infine a catturare Kolup verso la seconda metà del 1285 a Wetzlar, dove lo fece poi bruciare sul rogo come eretico.